# بهشت زهرا (کتاب)
بهشت زهرا (به انگلیسی: Zahra’s Paradise) رمان مصوری به زبان انگلیسی است که انتشارات فرست سکند در آمریکا در سال ۲۰۱۰ به‌طور آنلاین منتشر می‌کند. نویسنده و طراح کاریکاتورهای این کتاب دو ایرانی ساکن آمریکا با نام‌های مستعار امیر و خلیل اند.
نام کتاب به بهشت زهرا بزرگترین گورستان ایران در جنوب تهران اشاره دارد.
بهشت زهرا داستان پسری را روایت می‌کند که به همراه مادرش به دنبال برادر گمشده خود می‌گردند که در جریان حوادث پس از انتخابات ریاست‌جمهوری ۱۳۸۸ ایران ناپدید شده‌است. طرح داستانی کتاب تا حدی از ماجرای سهراب اعرابی از کشته‌شدگان این حوادث الهام گرفته‌است. بهشت زهرا همزمان به چندین زبان دیگر از جمله عربی، اسپانیائی، فرانسوی، ایتالیایی، عبری، پرتغالی، آلمانی و کره‌ای نیز ترجمه می‌شود و پس از پایان به‌صورت چاپی منتشر خواهد شد.